# Zimowek ogołotniak
Zimowek ogołotniak (Erannis defoliaria) – owad z rzędu motyli, z rodziny miernikowcowatych (Geometridae). Pospolity motyl o rozpiętości skrzydeł 40 mm. W lesie pojawia się dopiero jesienią. Samice są bezskrzydłe, barwy białoszarej (czarno nakrapiane). Zimą składają jaja na gałązkach głównie dębów. Przepoczwarczenie następuje na ziemi w luźnym kokonie.

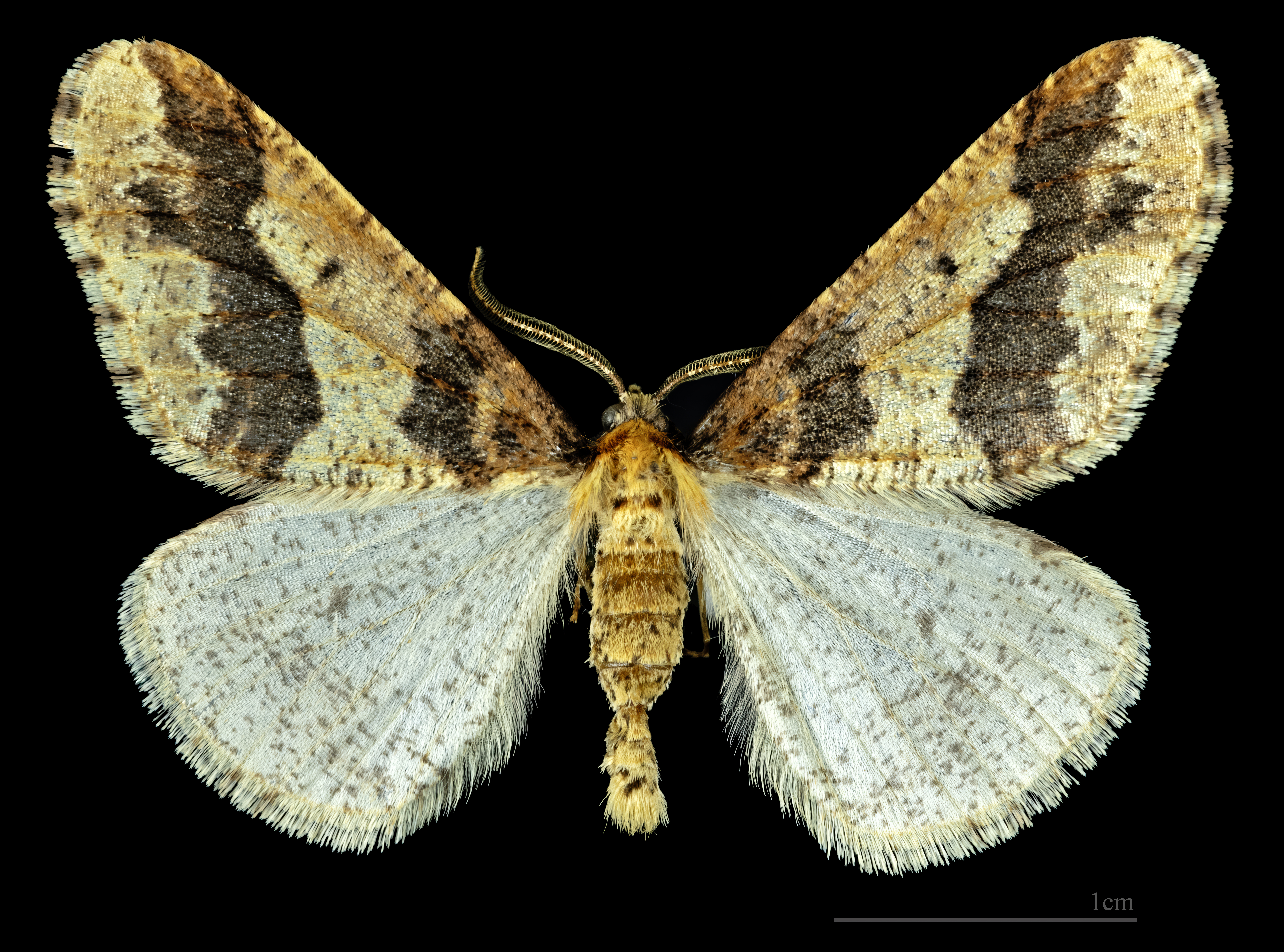
♂
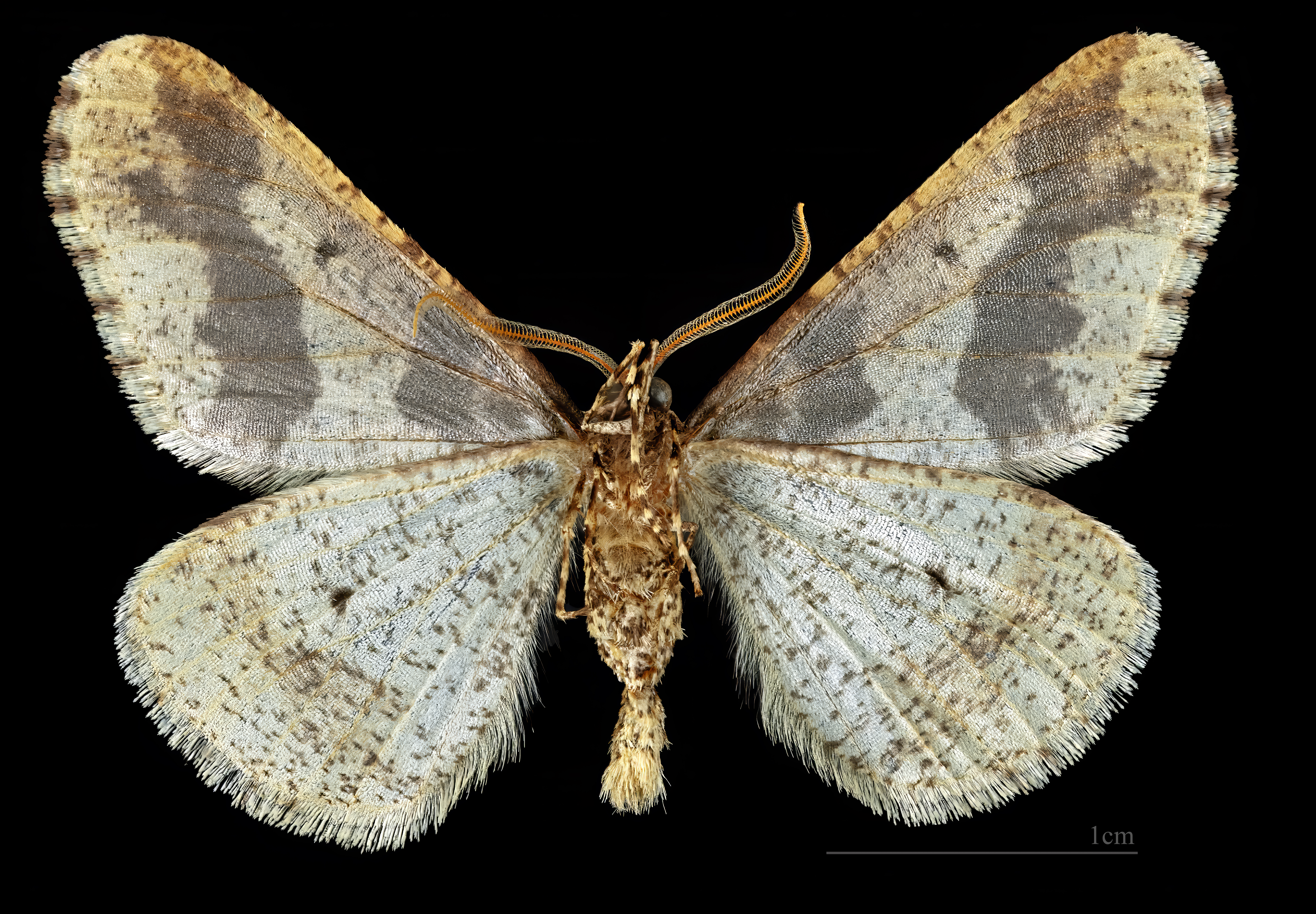
♂ △

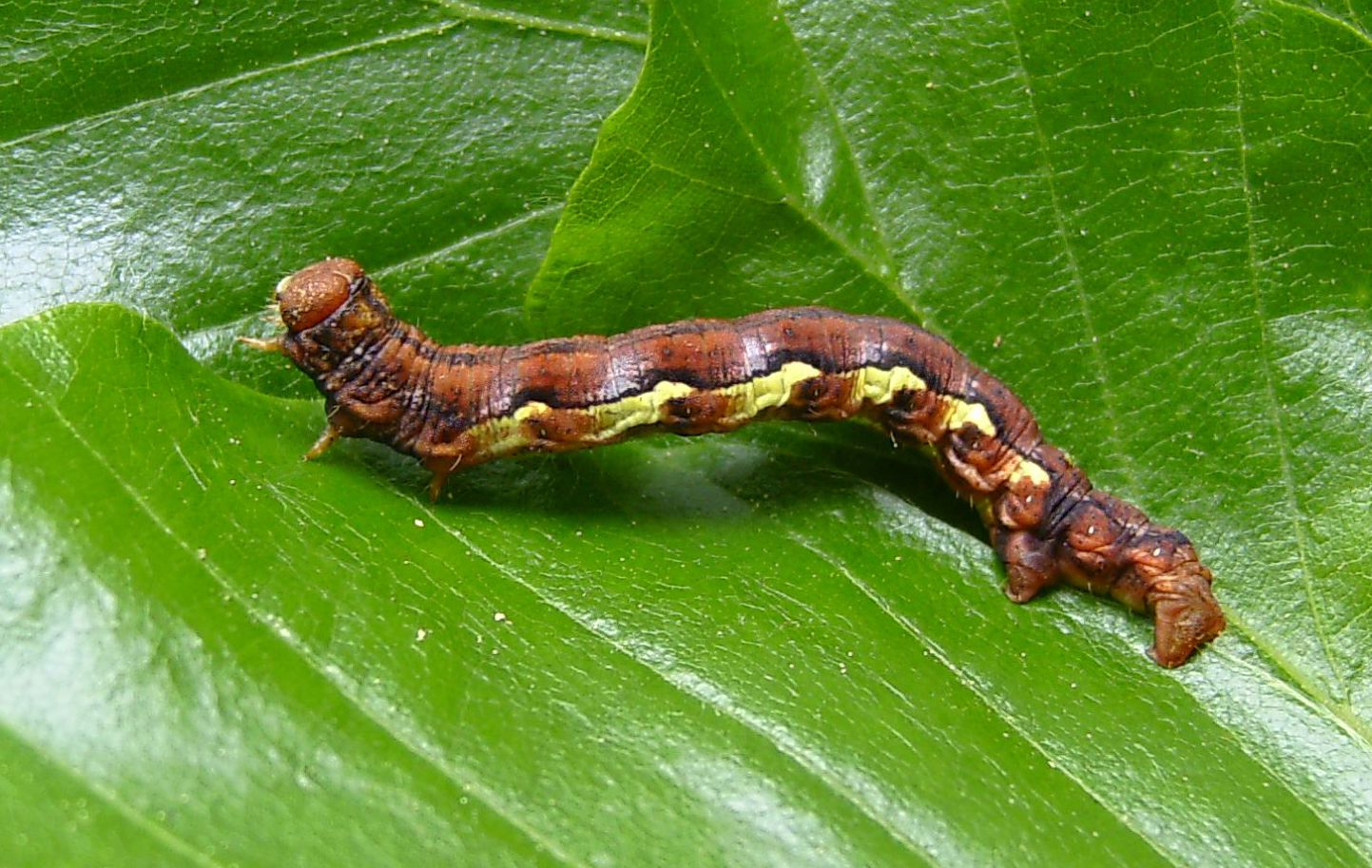
Gąsienica
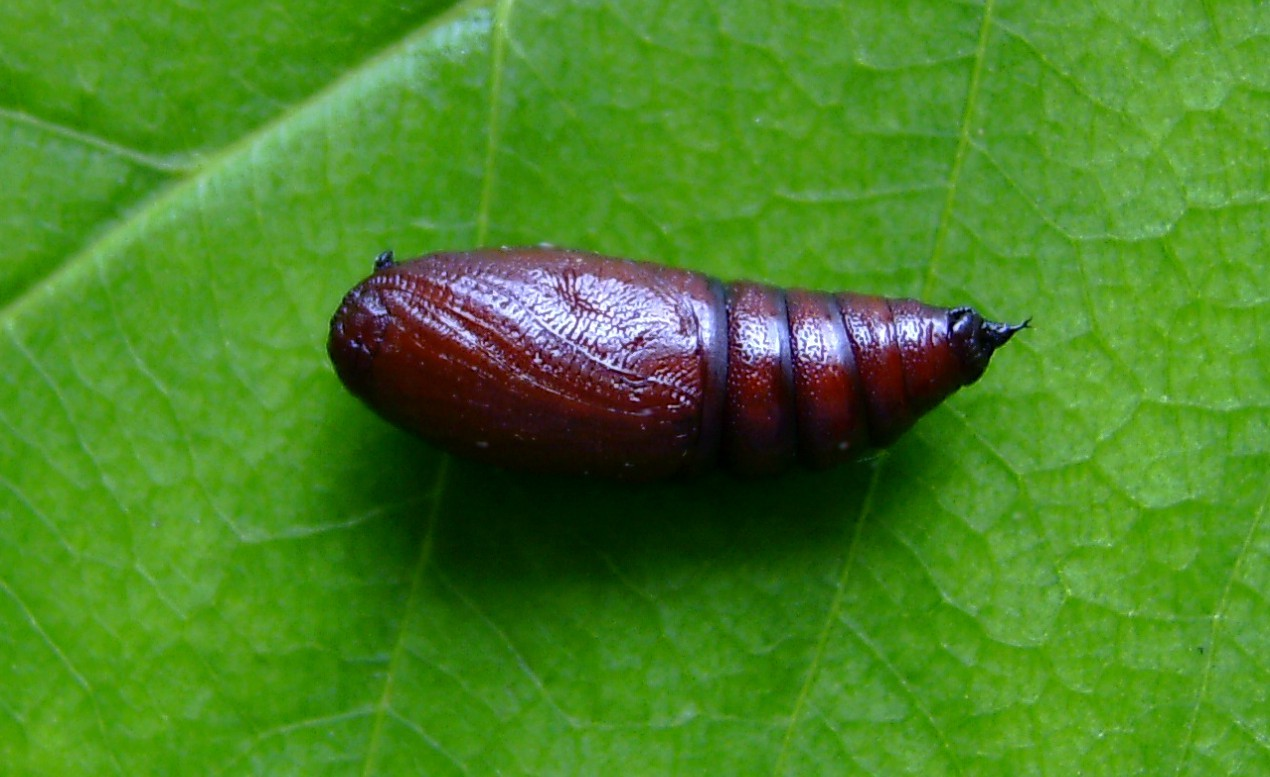
Poczwarka
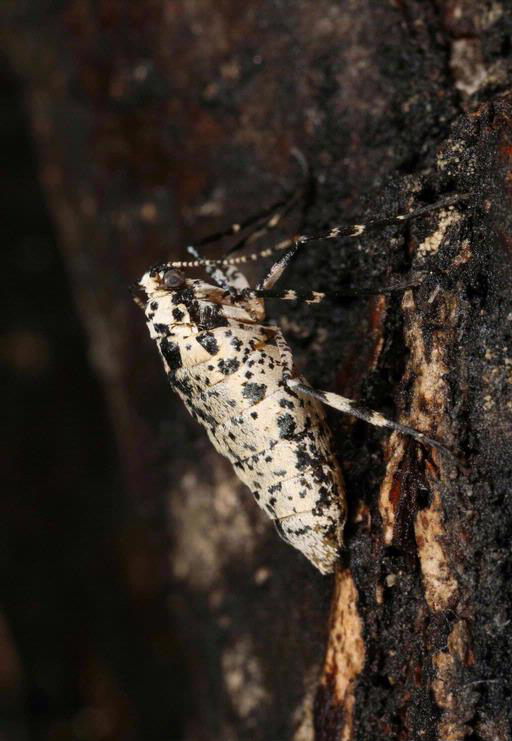
Imago, samica